# Will Calhoun
Pour les articles homonymes, voir William Calhoun (homonymie) et Calhoun.
William Calhoun, connu sous le nom Will Calhoun, né le 22 juillet 1964 à Brooklyn, New York est le batteur du groupe Living Colour. Il a également joué dans les groupes Jungle Funk et Headfake, comme leader de formations jazz et a accompagné différents artistes comme B. B. King, Mick Jagger, Jaco Pastorius, Harry Belafonte, Pharoah Sanders, Jack Dehjonette, Paul Simon, Lou Reed, The Allman Brothers Band, Marcus Miller, Wayne Shorter, les rappeurs Lauryn Hill, Run-DMC et Public Enemy, etc.
Ce musicien du Bronx a reçu le prestigieux prix Buddy Rich Jazz Master pour ses impressionnantes performances de batteur. Les prix spéciaux reçus par lui dans ce domaine sont nombreux (élu meilleur nouveau batteur en 1988 et meilleur batteur progressiste 3 fois de suite en 1989, 1991 et 1992 par les lecteurs du magazine « Modern Drummer » par exemple).
Cet artiste a ainsi contribué à de nombreux genres musicaux. Le mélange unique entre batterie d’improvisation et Hard rock se retrouve dans les albums de Living Colour. Actuellement il surfe entre le jazz-fusion, le jazz-funk, l’électro et les musiques traditionnelles pour donner un cocktail explosif avec des sons originaux en incorporant des pédales électriques à ses instruments (batterie, percussion nigérienne Udu, flûte indonésienne, Korg Wavedrum...)
Cet hyperactif de la musique n’hésite pas durant ses tournées à se produire avec des artistes locaux en improvisation. Il est également photographe.
Will Cahloun joue sur une batterie MAPEX (série Saturne) et des cymbales SABIAN (série Vault et HHX).

## Discographie
- 1993 : Stain avec Living Colour
- 1994 : Housework
- 1995 : high life de wayne shorter
- 1997 : Drumwave
- 1998 : Hymns de Corey Glover
- 1998 : Jungle Funk avec Jungle Funk
- 1999 : Trippy Notes for Bass de Doug Wimbish
- 2000 : Live At The Blue Note avec Will Calhoun Quintet
- 2003 : Collideøscope avec Living Colour
- 2005 : Native Lands
- 2009 : The Chair in the Doorway avec Living Colour
- 2012 : Truth to Power avec Stone Raiders
- 2013 : Life in This World